# Liam Olausson
Liam Olausson, född 29 augusti 2002, är en svensk fotbollsspelare (anfallare). Han representerar Norrby IF, på lån från Varbergs BoIS.

## Biografi
Olaussons moderklubb är Älmhults IF. Han gick som junior till IFK Norrköpings akademi, men fick endast spela en cupmatch med klubbens A-lag och lånades 2021 ut till IF Sylvia i Ettan Norra för att få speltid. Säsongen 2021 spelade han 14 matcher för Sylvia och svarade för 2 mål.
Inför säsongen 2022 värvades Olausson av Trelleborgs FF i Superettan. Under sitt första år för klubben spelade han 18 matcher varav 5 från start, men gjorde inga mål.
I mars 2024 värvades Olausson av Varbergs BoIS. I augusti 2024 lånades han ut till Norrby IF på ett låneavtal över resten av säsongen.